# هال هيرشفيلت
كاثرين هايلي هيرشفيلت (مواليد 3 أكتوبر 2001) لاعبة كرة قدم أمريكية محترفة، تلعب كلاعبة خط وسط دفاعي مع فريق واشنطن سبيريت في الدوري الوطني لكرة القدم للسيدات (NWSL) ومنتخب الولايات المتحدة لكرة القدم للسيدات. لعبت مع فريق كليمسون تايجرز لكرة القدم للسيدات، واختارها سبيريت خامسًا في درافت الدوري الوطني لكرة القدم للسيدات 2024. أُدرجت كلاعبة بديلة في تشكيلة الولايات المتحدة التي فازت بالميدالية الذهبية دورة الألعاب الأولمبية الصيفية 2024 في باريس، فرنسا.

## الحياة المبكرة والمسيرة الجامعية
وُلدت هيرشفيلت في سان دييغو، كاليفورنيا، لعائلة عسكرية، ولديه أخ أصغر. انتقلت عائلتها كثيرًا، وعاشت في العديد من الولايات في جميع أنحاء الجنوب، لكنها تطلق على هاتيسبرج، ميسيسيبي، مسقط رأسها. خلال دراستها الثانوية، انتقلت من فلوريدا إلى جورجيا لتلعب في نادي إي سي إن إل لكرة القدم في نادي كونكورد فاير، الذي ساعدته في الوصول إلى الدور قبل النهائي الوطني في عام 2017. بعد فترة وجيزة من انتقالها، أصيبت بتمزق في الرباط الصليبي الأمامي وتمزق في الغضروف الهلالي، مما حد من بحثها عن الكلية قبل أن تلتزم بجامعة كليمسون كطالبة في السنة الثانية. تخرجت من مدرسة لاسيتر الثانوية في مارييتا.

### كليمسون تايجرز
كانت هيرشفيلت لاعبة أساسية لمدة خمس سنوات في فريق كليمسون تايجرز من 2019 إلى 2023، حيث شاركت في 99 مباراة مع 16 هدفًا و12 تمريرة حاسمة. حصلت على مرتبة الشرف من الفريق الثالث في كل الكومنولث كطالبة في السنة الثانية، والفريق الثاني في كل الكومنولث كطالبة مبتدئة وكبيرة والفريق الأول في كل الكومنولث كطالبة متخرجة. في عامها الأخير في كليمسون عام 2024، ساعدت في قيادة فريق النمور إلى الدور قبل النهائي من بطولة الرابطة الوطنية لرياضة الجامعات الأمريكية لكرة القدم للسيدات القسم الأول 2023 وتم اختيارها ضمن فريق جميع الفرق في البطولة.

## مسيرتها الكروية

### دوري الولايات المتحدة للسيدات
في صيف عام 2022 ، انضمت هيرشفيلت إلى نادي غرينفيل ليبرتي للهواة في الموسم الافتتاحي لدوري الولايات المتحدة للسيدات. احتل فريق ليبرتي المركز الأول في قسم جنوب الأطلسي وتأهل إلى الدور نصف النهائي الوطني لدوري الولايات المتحدة للسيدات 2022.
في الصيف التالي، انضم هيرشفيلت إلى فريق إندي إليفن في دوري الولايات المتحدة للسيدات لموسم دوري الولايات المتحدة للسيدات 2023. فاز إندي ببطولة الدوري.

### واشنطن سبيريت
اختار فريق واشنطن سبيريت اللاعبة هيرشفيلت بالاختيار الخامس في درافت دوري كرة القدم للسيدات الوطني لعام 2024؛ وقام الفريق بتبادل آشلي سانشيز مع فريق نورث كارولاينا كوريج مقابل الاختيار و250 ألف دولار أمريكي كمكافأة في ليلة اختيار اللاعبين. وقّعت عقدًا لمدة ثلاث سنوات. ظهرت لأول مرة في التشكيلة الأساسية في المباراة الافتتاحية ضد سياتل رين في 17 مارس. في الأسبوع التالي، سجلت أول هدف احترافي لها في فوز على أرضها على باي إف سي بنتيجة 2-1 في 23 مارس. لعبت هيرشفيلت أكبر عدد من الدقائق في مجموعتها من اللاعبات المبتدئات (23 مباراة أساسية في 25 مباراة) وتم اختيارها ضمن الفريق الثاني لأفضل 11 لاعبة في دوري كرة القدم للسيدات الوطني بعد أن ساعدت سبيريت في إنهاء الموسم العادي في المركز الثاني. في 16 نوفمبر، سجلت هدف التعادل ضد فريق أن جي/أن واي غوثام إف سي في نصف نهائي الدوري الوطني لكرة القدم للسيدات، برأسية من ركلة حرة نفذها ماكينا موريس في الدقيقة 90+3. انتهت المباراة بالتعادل 1-1 قبل أن يتأهل فريق سبيريت بركلات الترجيح إلى النهائي، حيث خسر أمام أورلاندو برايد بنتيجة 1-0.

## مسيرتها دولية
استُدعيت هيرشفيلت للانضمام إلى معسكر تدريبي مع منتخب الولايات المتحدة لكرة القدم للسيدات في يونيو 2024، وكانت هذه أول مرة تُستدعى فيها للانضمام إلى المنتخب الوطني على أي مستوى. في وقت لاحق من ذلك الشهر، تم تعيينها كبديلة للمنتخب الوطني للمشاركة في كرة القدم في الألعاب الأولمبية الصيفية 2024 – مسابقة السيدات دورة الألعاب الأولمبية الصيفية 2024 في باريس، فرنسا. فازت الولايات المتحدة بالميدالية الذهبية، بعد فوزها على منتخب البرازيل لكرة القدم للسيدات بنتيجة 1-0 في المباراة النهائية بهدف من مالوري سوانسون؛ ومع ذلك، لم يحصل هيرشفيلت على ميدالية كبديل.
شاركت هيرشفيلت لأول مرة مع الولايات المتحدة في مباراة ودية انتهت بفوزها 3-1 على منتخب آيسلندا لكرة القدم للسيدات في 24 أكتوبر 2024، حيث حلت محل لاعب خط الوسط سام كوفي في الدقيقة 72.

## إحصائيات

### مع النادي
| النادي                  | الموسم | الدوري                           | الدوري | الدوري  | الكأس | الكأس   | التصفيات | التصفيات | الإجمالي | الإجمالي |
| النادي                  | الموسم | القسم                            | لعب    | الأهداف | لعب   | الأهداف | لعب      | الأهداف  | لعب      | الأهداف  |
| ----------------------- | ------ | -------------------------------- | ------ | ------- | ----- | ------- | -------- | -------- | -------- | -------- |
| غرينفيل ليبرتي          | 2022   | دوري الولايات المتحدة للسيدات    | 7      | 1       | —     | —       | —        | —        | 7        | 1        |
| نادي إندي إليفن للسيدات | 2022   | دوري الولايات المتحدة للسيدات    | 8      | 1       | —     | —       | —        | —        | 8        | 1        |
| واشنطن سبيريت           | 2024   | الدوري الوطني لكرة القدم للسيدات | 25     | 2       | —     | —       | 2        | 1        | 27       | 3        |
| واشنطن سبيريت           | 2025   | الدوري الوطني لكرة القدم للسيدات | 3      | 0       | 1     | 0       | —        | —        | 4        | 0        |
| إجمالي                  | إجمالي | إجمالي                           | 43     | 4       | 1     | 0       | 2        | 1        | 46       | 5        |

1. ↑  يشمل كأس التحدي
2. ↑  يشمل تصفيات

### مشاركتها الدولية
| المنتخب الوطني                            | العام    | عدد المباريات | عدد الأهداف |
| ----------------------------------------- | -------- | ------------- | ----------- |
| منتخب الولايات المتحدة لكرة القدم للسيدات | 2024     | 3             | 0           |
| الإجمالي                                  | الإجمالي | 3             | 0           |

## الإنجازات
واشنطن سبريت
- كأس تحدي الدوري الوطني لكرة القدم للسيدات: 2025[27]

جوائز فردية
- أفضل فريق في الدوري الوطني لكرة القدم للسيدات - الفريق الثاني: 2024
- فرق مؤتمر ساحل الأطلنطي: 2023 (الفريق الأول)؛ 2021، 2022 (الفريق الثاني)؛ 2020 (الفريق الثالث)
- فرق بطولة الرابطة الوطنية لرياضة الجامعات: 2023
- فرق السنة الأولى في مؤتمر ساحل الأطلنطي: 2019